# Faller
Faller är en tysk tillverkare av plastmodeller i staden Gütenbach. Familjeföretaget "Gebrüder Faller GmbH" grundades 1948. De är mest kända för sina modeller avsedda för modelljärnvägar i olika skalor. Under branschens omstrukturering under tidigt 2000-tal köpte man bland annat konkurrenten Pola.
Faller lämnade in en konkursansökan den 28 augusti 2009 och en rekonstruktion slutfördes i april 2010.

## Produkter
- Husmodeller - i skalorna H0, N, TT, Z och G
- Modelltåg - man har under åren haft flera program med leksakståg: Hittrain, Playtrain, eTrain
- Bilbana - AMS (Auto Motor Sport), spårstyrd bilbana i skala H0 för modelljärnväg
- Bilbana - Faller Car System, magnetstyrd "fri" bilbana i skala H0 och N
- Flygplansmodeller - i den udda skalan 1:100